# Habo
Habo je město ve Švédsku a sídlo samosprávné obce Habo v kraji Jönköping s 6 883 obyvateli v roce 2010.